# 坂上芳洋
坂上 芳洋（さかうえ よしひろ、1944年（昭和19年）3月19日 - ）は、日本の防衛アナリスト、一般財団法人日本総合戦略研究所理事長、日本の将来を考える会会長。

## 略歴
昭和42年3月防衛大学卒。護衛艦あやせ艦長、第46護衛隊司令、防衛庁海上幕僚監部防衛部通信課長、同装備体系課長、海将補、第一護衛隊群司令、環太平洋合同演習日本部隊指揮官、阪神基地隊司令を経て、日米欧の多国籍弾道ミサイル防衛会議議長、日米欧弾道ミサイル防衛戦術ゲーム主管、一般財団法人日本総合戦略研究所理事長、米国レイセオン社上級アドバイザー、ダイキン工業顧問など多くの役職を兼任した。
2016年叙勲。
著書に「世界のミサイル防衛」他多数。

## 経歴
1944年　富山県南砺市（旧富山県西砺波郡福光町）に生まれる。
1967年　防衛大学校を卒業、海上自衛隊入隊。護衛艦科長、護衛隊群司令部幕僚、プログラム業務隊研究員、防衛庁海上幕僚監部防衛部勤務、　
　　　　　部内教育並びに米国留学（2回）を経て
1986年　護衛艦あやせ艦長
1991年　第46護衛隊司令
1992年　防衛庁海上幕僚監部防衛部通信課長
1993年　防衛庁海上幕僚監部防衛部装備体系課長
1996年　任海将補、第一護衛隊群司令
1998年　環太平洋合同演習日本部隊指揮官
1998年　阪神基地隊司令
1999年　海上自衛隊勇退
2000年　米国レイセオン社上級顧問就任（～2008年）
2000年　平成12年2月 ダイキン工業顧問就任（～2009年）
2009年　日本の将来を考える会会長就任（現任）
2010年　NPO法人国際救助隊機構副理事長兼専務理事就任（現任）
2017年　一般財団法人日本総合戦略研究所代表理事就任（現任）
2017年　一般社団法人国際平和戦略研究所理事就任（現任）

## 論文
令和4年1月：日本の将来のための岸田内閣への提言（令和の改新）
令和4年1月：風雲急を告げる本邦南方海域 副題 日本の進むべき方向と岸田内閣に望むこと
令和4年1月：北朝鮮ミサイル発射に関する考察
令和3年9月：尖閣諸島波高し
令和3年6月：防衛省の「イージス搭載艦に搭載する構成品について」に関す所見
令和3年4月：台湾有事は日本の有事
令和3年4月：絶対あってはならない尖閣諸島の占有
令和2年1月：イージス・アショアの致命的問題点
令和2年10月：緊迫する近隣諸国の脅威に備える防衛力整備の在り方（提言）
　　　　副題：防衛産業の参画と貢献
令和2年10月：イージス・アショア事業中止に伴う新たな安全保障戦略におけるミサイル防衛構想に主眼をおいた防衛構想（提案）
令和2年12月：多機能イージス艦のシステム構成等について（提言）
令和元年3月：イージス・アショア搭載レーダーの選定に専門家が抱いた「違和感」
令和元年11月：イージス・アショア北朝鮮の前に役立たずの可能性
平成31年3月：我が国のサイバーセキュリティの在り方